# Klipkovití
Klipkovití (Chaetodontidae) jsou čeleď paprskoploutvých ryb.

## Systematika
Za popisnou autoritu čeledi Chaetodontidae je pokládán americký přírodovědec Constantine Samuel Rafinesque (1815). V rámci tradiční systematiky bývají klipkovití klasifikováni ve sběrném a nepřirozeném řádu ostnoploutvých (Perciformes). Současný systém klipkovité klade do řádu bodloci (Acanthuriformes), umístění Chaetodontidae v rámci Acanthuriformes potvrdili například Gill & Leis, 2019, řadí je sem také Thacker & Near, 2025. V klasifikaci, kterou zveřejnili Betancur-R & kol. (2017), byli klipkovití zařazeni společně s plošákovitými (Leiognathidae) do samostatného řádu Chaetodontiformes.
Do poloviny 70. let 20. století se klipkovití řadili do jedné čeledi společně s pomcovitými (Pomacanthidae).
Do čeledi klipkovitých se řadí následující rody: Chaetodon, Heniochus, Chelmon, Coradion, Prognathodes, Prognathodes, Parachaetodon, Chelmonops, Hemitaurichthys, Forcipiger, Roa, Johnrandallia, Amphichaetodon.
Odborné jméno Chaetodontidae vychází z řeckého chaite (= vlasy) a odontos (= zuby).

## Popis

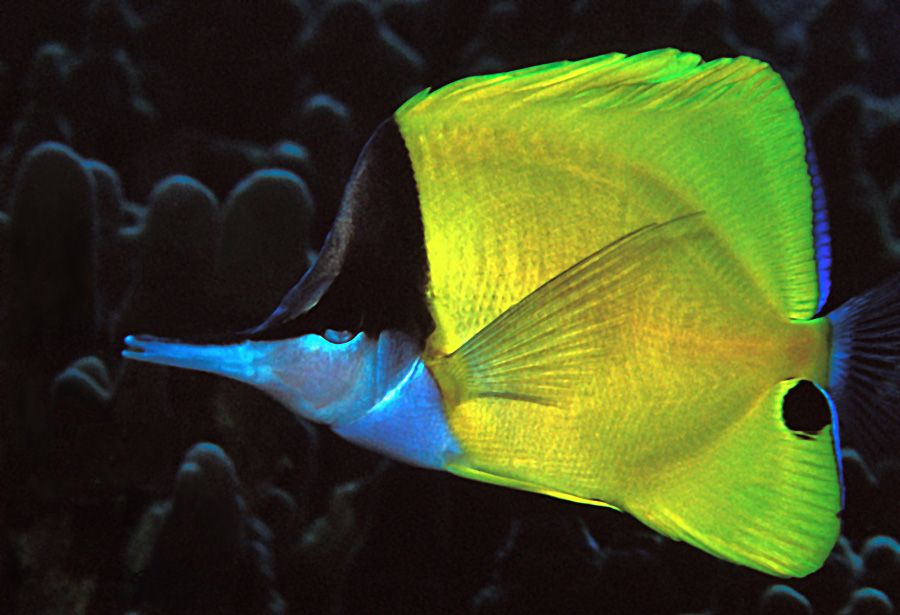
Klipka žlutá

Klipkovití dorůstají délky až 30 cm a neobjevuje se u nich výrazná pohlavní dvojtvárnost, byť samci někdy bývají o něco větší než samice. Tyto ryby jsou charakteristické svým nápadně zploštělým tělem. Hřbetní ploutev je nedělená (ovšem může být vykrajovaná), nese 6–16 trnů a 15–30 měkkých paprsků. Řitní ploutev nese 3–5 trnů a 14–23 měkkých paprsků. Ocasní ploutev je zaoblená až vykrojená, s 15 větvenými paprsky. Na hřbetní i na řitní ploutvi vyrůstají šupiny. Z vnitřní anatomie lze jako charakteristický znak jmenovat plynový měchýř se dvěma dopředu směřujícími výběžky.
Nápadně prodloužená bývají ústa, přičemž čelisti u některých druhů zabírají i více než čtvrtinu délky samotné ryby. Vzhled úst závisí na druhu přijímané potravy. Dlouhá pinzetovitá ústa mají například klipky živící se bezobratlými žijícími v úzkých štěrbinách, jako to dělá klipka žlutá (Forcipiger flavissimus). Naopak klipka žlutopruhá (Chaetodon ornatissimus) se živí okusováním korálů, a ústa má proto spíše krátká.
V angličtině se klipkovití označují jako „motýlí ryby“ – „butterflyfishes“. Řada druhů vyniká pestrým barevným vzorem, což je typické i pro jiné korálové ryby. K oklamání predátorů zřejmě slouží oční skvrny, které se objevují na zadní polovině těla a pomáhají vytvářet dojem, že zde má ryba hlavu.

## Chování a ekologie

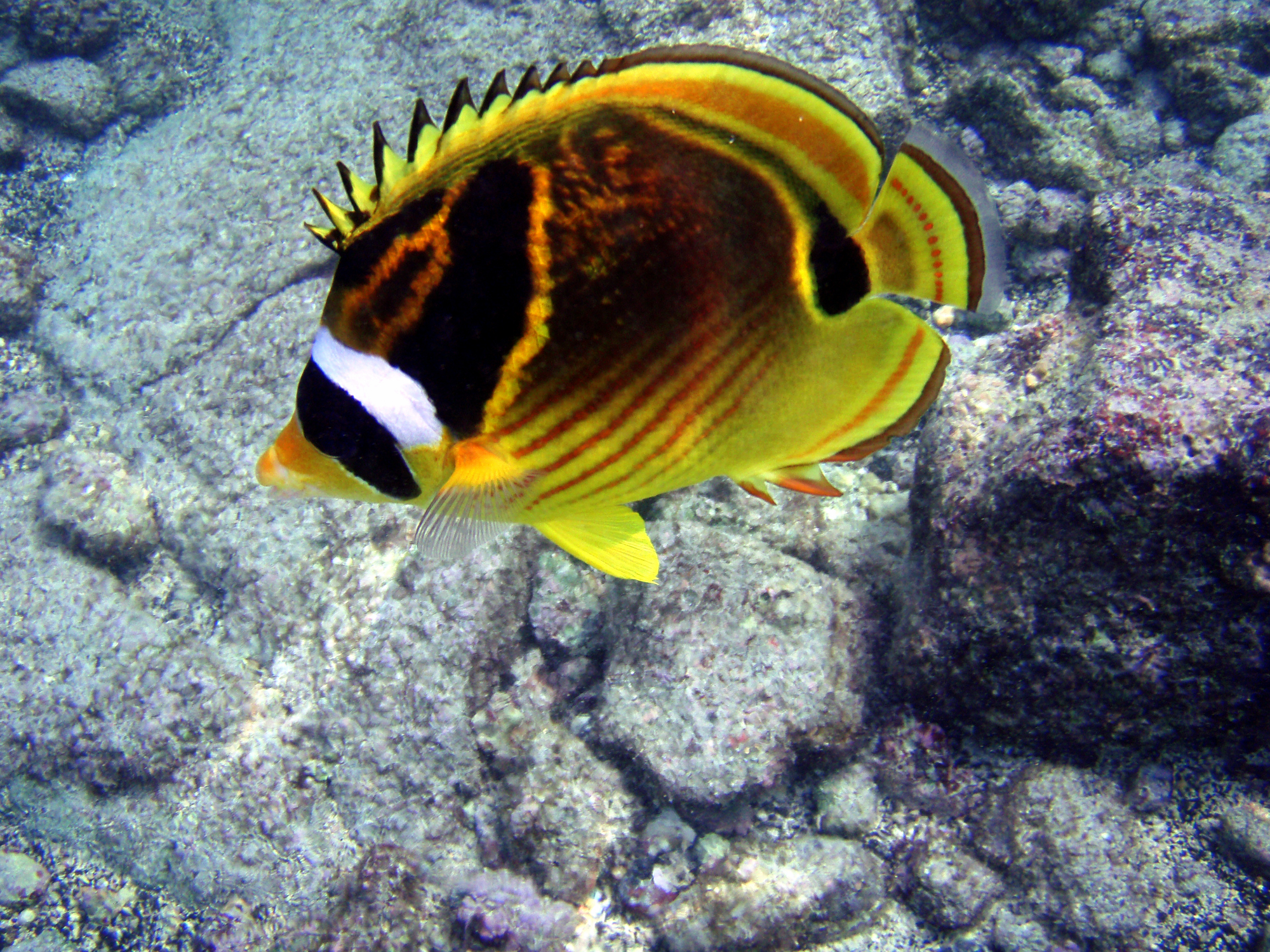
Klipka poloměsíčitá (Chaetodon lunula)

Většina klipkovitých se vyskytuje v oblasti od Austrálie po Tchaj-wan, jenom minorita z nich obývá Atlantik a východní Pacifik. Jakožto ryby vázané na korálové útesy žijí klipky v mělčinách do 20 m, byť některé obývají i hloubky okolo 200 m. Často se ukrývají ve škvírách a mezi větvemi korálů. Některé druhy pronikají i do brakické vody. Jde o denní ryby, které se krmí na polypech, malých bezobratlých, rybích jikrách či vláknitých řasách. Některé druhy se potravně specializují natolik, že je prakticky nemožné chovat je v akváriích.
Dospělí jedinci obvykle žijí v monogamních párech, jejichž členové vytvářejí pevný, u některých druhů až doživotní partnerský svazek. Jde zároveň o ryby značně agresivní a vymezující si revíry, kvůli čemuž patří k problematickým chovancům. Některé klipky nicméně občasně vytvářejí menší hejna. Reprodukční chování bylo dokumentováno jen u několika druhů, obecně však lze shrnout, že tření vrcholí v zimě a brzy na jaře, v mírnějších oblastech pak během léta. Pářicí rituál končí vypuštěním pohlavních buněk do vodního sloupce, jikry se vyvíjejí v pelagiálu. Vyvíjející se larvy klipkovitých, označované termínem tholichthys, jsou několik měsíců chráněny kostěnými destičkami, jež se v průběhu vývoje vstřebávají. Mladé klipky žijí samostatně, někdy zastávají ekosystémovou úlohu rybích čističů.